# 一条鞭法
一条鞭法（いちじょうべんぽう）は、中国の税制。丁税と地税を一括して銀納する税制であり、明王朝の後期には中国各地で施行された。
16世紀に入り、海禁政策が弛緩してアメリカ大陸や日本から多くの銀（メキシコ銀、日本銀）が流入したことが背景にある。嘉靖帝期の1530年8月に大学士の桂蕚が上申したことで始まり、1531年3月に御史の傅漢臣が「一条編法」呼称した。まず浙江、次いで江蘇、江西で実施され、華北では反対が多かったものの万暦帝期の1580年代に宰相張居正のもとで全国に広まった。複雑化していた税制を、丁税（人頭税）と地税にまとめ、一括して銀で納税することを定めたものである。のちの清代における地丁銀制に影響を与えた。

## 世界史上における意義
アンドレ・グンダー・フランクら一部の歴史家によれば、一条鞭法の導入は、近代以前のユーラシアで最大の経済力を持つ中華帝国における通貨としての銀の重要性を従来以上に高め、東アジア全域で銀流通を活発化した。そのため、南北アメリカ大陸の膨大な銀生産を独占する西ヨーロッパ諸国の影響力が強まり、ヨーロッパによる世界制覇の遠因となったとされる。